# Aegomorphus chrysopus
Aegomorphus chrysopus es una especie de escarabajo longicornio del género Aegomorphus,  subfamilia Lamiinae. Fue descrita científicamente por Bates en 1861.
Se distribuye por América del Sur, en Brasil, Perú, Venezuela y Guayana Francesa. Mide 12,75-16 milímetros de longitud.